# سیکلوپنتیازید
سیکلوپنتیازید (به انگلیسی: Cyclopenthiazide) (با نام تجاری Navidrex) یک داروی ادرارآور تیازیدی است که در درمان نارسایی قلبی و فشار خون بالا استفاده می‌شود.

## سنتز

سنتز سیکلوپنتیازید:

## همچنین ببینید
- هیدروکلروتیازید